# SEIKO MATSUDA 2021
『SEIKO MATSUDA 2021』（セイコ・マツダ・トゥエンティ・トゥエンティワン）は、松田聖子54作目となるオリジナル・アルバム。2021年10月20日に発売された。発売元はEMI Records。

## 解説
コロナ禍を乗り越えようとする2021年、元気を届けられたらという想いから、あえて周年モードの継続と精力的な活動を決意した松田の続・40周年記念アルバム。
前作同様、新曲と名曲セルフカバーをレコードのA面B面のように5曲ずつ配置し、ミュージック・ビデオにて約40年ぶりに披露した”聖子ちゃんカット”が話題を集めた先行配信曲「青い珊瑚礁 ～Blue Lagoon～」「時間の国のアリス ～Alice in the world of time～」、財津和夫が作詞・作曲を手がけた新曲「私の愛」など10曲を収録。
SHM-CDとDVDの初回限定盤、CDのみの通常盤、SHM-CDとBlu-rayに加え、本作と前作『SEIKO MATSUDA 2020』のLPレコード計2枚、更に大型ポスターとブックレットを同封したUNIVERSAL MUSIC STOREのみ販売の完全生産限定盤ボックス・セットの3形態で発売。DVDおよびBlu-rayには松田本人による楽曲解説音声の”VOICEライナーノーツ”、新曲ミュージック・ビデオや同年3月に開催されたオンライン・トーク・ショーのダイジェストなど貴重映像を収録。

## 収録曲
以下特記のない限り、編曲は野崎洋一が担当。既発曲の解説は各収録作品を参照のこと。

### CD
1. 青い珊瑚礁～Blue Lagoon～（3:45）
  - 作詞：三浦徳子／作曲：小田裕一郎
  - シングル曲。オリジナル録音（1980年）の編曲は大村雅朗
2. 時間の国のアリス～Alice in the world of time～（4:46）
  - 作詞：松本隆／作曲：呉田軽穂
  - シングル曲。オリジナル録音（1984年）の編曲は大村雅朗
3. 瞳はダイアモンド～Diamond Eyes～（4:19）
  - 作詞：松本隆／作曲：呉田軽穂
  - シングル曲。オリジナル録音（1983年）の編曲は松任谷正隆
4. チェリーブラッサム2021（3:28）
  - 作詞：三浦徳子／作曲：財津和夫
  - シングル曲。オリジナル録音（1981年）の編曲は大村雅朗
5. 時間旅行～I still miss you～（4:44）
  - 作詞：松本隆／作曲：SEIKO
  - アルバム『SUPREME』収録。
  - オリジナル録音（1986年）の編曲は井上鑑
6. Rendezvous（3:27）
  - 作詞・作曲：松田聖子
7. My shining days（3:37）
  - 作詞・作曲：松田聖子
8. You're the one!!（3:23）
  - 作詞・作曲：松田聖子
9. あの日の夜の冷たい雨（4:55）
  - 作詞・作曲：松田聖子／編曲：松本良喜
10. 私の愛（4:23）
  - 作詞・作曲：財津和夫／編曲：小泉信彦
  - 財津が松田に詞を提供するのは、アルバム『Silhouette』収録の2曲（「Sailing」「あ・な・たの手紙」）と「野の花にそよ風」以来40年ぶり。

### DVD・BD
1. 青い珊瑚礁〜Blue Lagoon〜 Music Video
2. 時間の国のアリス〜Alice in the world of time〜 Music Video
3. 続 40th Anniversary Special Interview
4. SEIKO MATSUDA 2021 VOICE ライナーノーツ
5. 2021.3.1. Seiko Matsuda Birthday Month ♥︎ Online Talk Show Digest!!